# Laura Benkarth
Pour les articles homonymes, voir Benkarth.
Laura Benkarth est une footballeuse allemande née le 14 octobre 1992 à Fribourg-en-Brisgau. Elle joue au poste de gardienne de but au SC Fribourg.

## Biographie

### En club
Laura Benkarth débute dans les équipes jeunes du SC Fribourg, en 2009 elle fait partie de l'effectif de l'équipe première qui évolue en 1.Frauen Bundesliga d'abord comme gardienne de but remplaçante. Le 20 septembre 2009 elle joue son premier match en première division allemande, deux autres suivront dans la saison, les saisons suivantes elle comptabilise 6  puis 12 titularisations. Depuis la saison 2012-2013 elle est la gardienne titulaire du SC Fribourg et même la capitaine de l'équipe.
Avant la saison 2018-2019 elle est transférée au Bayern Munich.
Le 14 décembre 2021, elle prolonge son contrat jusqu'en 2024.
Le 11 juillet 2023, Laura s’engage avec l’Olympique lyonnais jusqu’en 2025 .

### En équipe nationale
Avec les moins de 17 ans, Laura Benkarth participe au championnat d'Europe des moins de 17 ans 2009 organisé en Suisse. L'Allemagne remporte la compétition en battant l'Espagne.
Laura Benkarth dispute ensuite avec les moins de 19 ans, le championnat d'Europe des moins de 19 ans 2010 qui se déroule en Macédoine. L'Allemagne atteint les demi-finales de la compétition, en étant battue par la France, futur vainqueur de l'épreuve, aux tirs au but.
La même année, elle participe avec les moins de 20 ans, à la Coupe du monde des moins de 20 ans 2010 organisé dans son pays natal. L'Allemagne remporte le tournoi, toutefois Laura Benkarth ne joue aucun match. 
Benkarth dispute ensuite la Coupe du monde des moins de 20 ans 2012 qui se déroule au Japon. Titulaire, elle joue cette fois-ci six matchs. L'Allemagne atteint la finale de la compétition, en étant battue par les États-Unis. Exception faite de la finale, perdue 1-0, Benkarth n'encaisse aucun but. En conséquence, elle reçoit le trophée de meilleure gardienne de la compétition.
En 2013, Laura Benkarth est retenue par la sélectionneuse Silvia Neid afin de participer au championnat d'Europe en Suède. Benkarth y officie comme gardienne remplaçante. L'Allemagne remporte le tournoi en battant la Norvège en finale. 
En 2015, Benkarth participe à la Coupe du monde au Canada. Elle ne dispute aucun match lors du mondial. Les joueuses allemandes atteignent la demi-finale de la compétition, en se faisant éliminer par les joueuses américaines, qui remporteront le tournoi. 
En 2016, Benkarth figure dans la liste des 18 joueuses appelées à disputer les Jeux olympiques d'été de 2016 organisés au Brésil.

## Palmarès

### En club
- En club
  -  Bayern Munich
    - Championnat d'Allemagne (2)
      - Champion :2021 et 2023

### En équipe nationale
- Vainqueur du championnat d'Europe des moins de 17 ans 2009 avec l'équipe d'Allemagne des moins de 17 ans
- Vainqueur de la Coupe du monde des moins de 20 ans 2010 avec l'équipe d'Allemagne des moins de 20 ans
- Finaliste de la Coupe du monde des moins de 20 ans 2012 avec l'équipe d'Allemagne des moins de 20 ans
- Vainqueur du championnat d'Europe 2013 avec l'équipe d'Allemagne

## Statistiques
Le tableau ci-dessous retrace la carrière de Laura Benkarth depuis ses débuts :

### En club
| Saison                | Club                  | Championnat           | Championnat | Championnat | Coupe(s) nationale(s) | Coupe(s) nationale(s) | Compétition(s) continentale(s) | Compétition(s) continentale(s) | Compétition(s) continentale(s) | Total | Total |
| Saison                | Club                  | Division              | M.          | B.          | M.                    | B.                    | Comp.                          | M.                             | B.                             | M.    | B.    |
| 2009-2010             | SC Fribourg           | Bundesliga            | 3           | 0           | 1                     | 0                     | -                              | -                              | -                              | 4     | 0     |
| 2010-2011             | SC Fribourg           | 2.Bundesliga          | 6           | 0           | 1                     | 0                     | -                              | -                              | -                              | 7     | 0     |
| 2011-2012             | SC Fribourg           | Bundesliga            | 13          | 0           | 2                     | 0                     | -                              | -                              | -                              | 15    | 0     |
| 2012-2013             | SC Fribourg           | Bundesliga            | 22          | 0           | 4                     | 0                     | -                              | -                              | -                              | 26    | 0     |
| 2013-2014             | SC Fribourg           | Bundesliga            | 22          | 0           | 4                     | 0                     | -                              | -                              | -                              | 26    | 0     |
| 2014-2015             | SC Fribourg           | Bundesliga            | 19          | 0           | 4                     | 0                     | -                              | -                              | -                              | 23    | 0     |
| 2015-2016             | SC Fribourg           | Bundesliga            | 21          | 0           | 4                     | 0                     | -                              | -                              | -                              | 25    | 0     |
| 2016-2017             | SC Fribourg           | Bundesliga            | 22          | 0           | 2                     | 0                     | -                              | -                              | -                              | 24    | 0     |
| 2017-2018             | SC Fribourg           | Bundesliga            | 15          | 0           | 2                     | 0                     | -                              | -                              | -                              | 17    | 0     |
| Sous-total            | Sous-total            | Sous-total            | 143         | 0           | 24                    | 0                     | -                              | -                              | -                              | 167   | 0     |
| 2018-2019             | Bayern Munich         | Bundesliga            | 3           | 0           | -                     | -                     | C1                             | 2                              | 0                              | 5     | 0     |
| 2019-2020             | Bayern Munich         | Bundesliga            | 17          | 0           | 1                     | 0                     | C1                             | 3                              | 0                              | 21    | 0     |
| 2020-2021             | Bayern Munich         | Bundesliga            | 18          | 0           | 3                     | 0                     | C1                             | 8                              | 0                              | 29    | 0     |
| 2021-2022             | Bayern Munich         | Bundesliga            | 8           | 0           | 1                     | 0                     | C1                             | 4                              | 0                              | 13    | 0     |
| 2022-2023             | Bayern Munich         | Bundesliga            | 2           | 0           | -                     | -                     | C1                             | -                              | -                              | 2     | 0     |
| Sous-total            | Sous-total            | Sous-total            | 49          | 0           | 5                     | 0                     | -                              | 17                             | 0                              | 71    | 0     |
| 2023-2024             | Olympique lyonnais    | Division 1            | 3           | 0           | -                     | -                     | C1                             | -                              | -                              | 3     | 0     |
| Total sur la carrière | Total sur la carrière | Total sur la carrière | 195         | 0           | 29                    | 0                     | -                              | 17                             | 0                              | 241   | 0     |